# 西伯利亞大陸

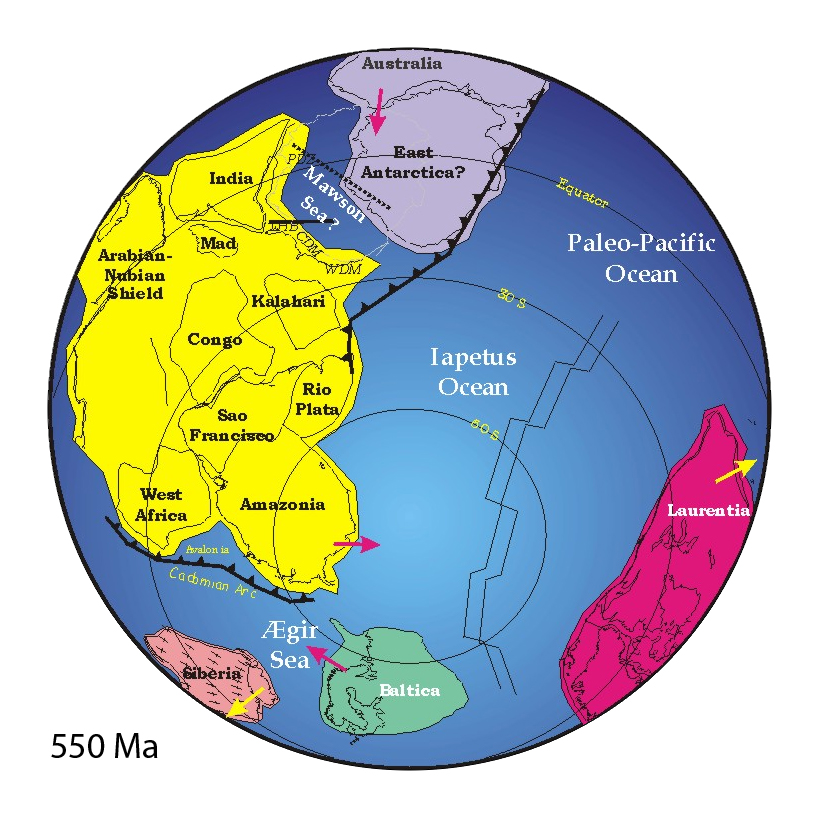
5億5000萬年前的地球，時約埃迪卡拉紀。左下角桃色陸塊，即為西伯利亞大陸

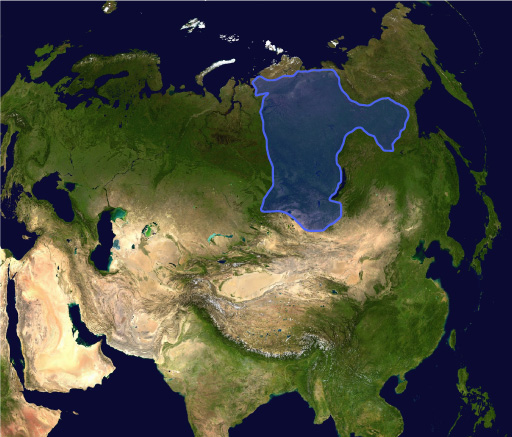
西伯利亞大陸現今位置

西伯利亞大陸（英语：Siberian Craton），又名安加拉古陸（Angaraland或Angara）或安加里达（Angarida），是個史前克拉通（穩定地塊），存在於埃迪卡拉紀到二疊紀之間。現在的中西伯利亞高原是昔日西伯利亞大陸的殘餘部份。

## 演變
- 25億年前（成鐵紀：西伯利亞大陸與加拿大地盾組成北極大陸。
- 11億年前（狹帶紀）：西伯利亞大陸是當時羅迪尼亞大陸的一部分。
- 7.5億年前（成冰紀）：羅迪尼亞大陸分裂，西伯利亞大陸是其中原勞亞大陸的一部分。
- 6億年前（埃迪卡拉紀）：原勞亞大陸成為南方超大陸-潘諾西亞大陸的一部分。
- 5.5億年前（埃迪卡拉紀）：潘諾西亞大陸分裂，原本的原勞亞大陸分裂為勞倫大陸、波羅地大陸、以及西伯利亞大陸。
- 寒武紀：西伯利亞大陸是個獨立大陸。
- 石炭紀：西伯利亞大陸開始與哈薩克大陸碰撞。
- 二疊紀：接合的西伯利亞大陸與哈薩克大陸，與西側的波羅地大陸碰撞。形成盤古大陸的最後部份。
- 侏羅紀：盤古大陸分裂成勞亞大陸與岡瓦那大陸。
- 白堊紀：勞亞大陸進一步分裂為北美洲與歐亞大陸。
- 始新世：印度與歐亞大陸碰撞，形成喜馬拉雅山脈。
- 今日：昔日的西伯利亞大陸，是歐亞大陸的一部分。
- 2.5億年後：西伯利亞將移動到亞熱帶地區，成為終極盤古大陸的一部分。
- 4億年後：終極盤古大陸可能再度分裂，但西伯利亞將繼續是歐亞大陸的一部分。

## 外部連結
- （英文）亞洲的地質時代變化（附圖） （页面存档备份，存于）
- Blakey, R. . Northern Arizona University. October 2015  [2008-05-24]. （原始内容存档于2018-06-16）. (History of Siberia as well as other parts of Asia)